# Space Quest V: Roger Wilco in the Next Mutation
Space Quest V: Roger Wilco in the Next Mutation è un'avventura grafica sviluppata da Mark Crowe e Scott Murphy per la Sierra On-Line. Il videogioco fu commercializzato nel 1993 per sistemi MS-DOS. Roger Wilco in the Next Mutation fa parte della serie Space Quest.